# Feuerfische
Feuerfische (Pteroinae), oft auch Rotfeuerfische, seltener Löwenfische (von der englischen Bezeichnung lionfish) genannt, sind Bewohner der Korallenriffe des tropischen Indopazifik und des Roten Meeres aus der Unterordnung der Drachenkopfverwandten (Scorpaenoidei). Sie sind durch ihre großen, fächerförmigen Brustflossen mit langen, fast freistehenden Brustflossenstacheln sehr auffällig. Die Färbung der Feuerfische wird von einem dichten Muster von rötlichen bzw. bräunlichen und weißen Querstreifen bestimmt und dient mit der konturenauflösenden Gestalt der Fische zur Tarnung. Sie sind kaum zu erkennen, wenn sie zwischen Acroporen, Bäumchen-Weichkorallen, Haarsternen, Gorgonenhäuptern, Federwürmern oder Kalkröhrenwürmern stehen. Feuerfische werden je nach Art 12 bis über 40 Zentimeter lang. Der 1816 von G. Cuvier geprägte Name (< πτερόεις) bedeutet „der Geflügelte, Befiederte“ (wird aber meist als weiblich aufgefasst).

## Verbreitung
Feuerfische leben in Fels- und Korallenriffen des tropischen Indopazifik und des Roten Meeres. Einige Arten haben ein sehr großes Verbreitungsgebiet, während andere, wie der Hawaii-Feuerfisch (Pterois sphex), endemisch nur in einer sehr kleinen Region leben. Jungfische trifft man auch in Mangroven. Fast alle Arten leben standorttreu, ausschließlich im Flachwasser, große Exemplare bevölkern oft Schiffswracks.
Zwei der Pterois-Arten, der Pazifische Rotfeuerfisch (P. volitans) und der Indische Rotfeuerfisch (P. miles), haben sich als invasive Arten auch im westlichen Atlantik, an der Ostküste der USA, von Florida bis New York und vor allem in der Karibik ausgebreitet. Ca. 93 % der invasiven Population im Westatlantik sind Pazifische Rotfeuerfische (P. volitans). Dabei handelt es sich um Exemplare, die entweder von Aquarienbesitzern ausgesetzt wurden, oder die als Jungfische mit dem Ballastwasser von Schiffen eingeschleppt wurden. Der Indische Rotfeuerfisch (Pterois miles) ist inzwischen durch den Suezkanal in das südöstliche Mittelmeer eingewandert. Die Art hat innerhalb eines Jahres fast die gesamte Südostküste von Zypern besiedelt (Stand 2016). Mittlerweile wurden die Fische auch vor Kreta und Rhodos gesichtet und werden zunehmend als Plage wahrgenommen. Auf Kreta wird der wohlschmeckende Fisch bereits zum Verzehr angeboten.

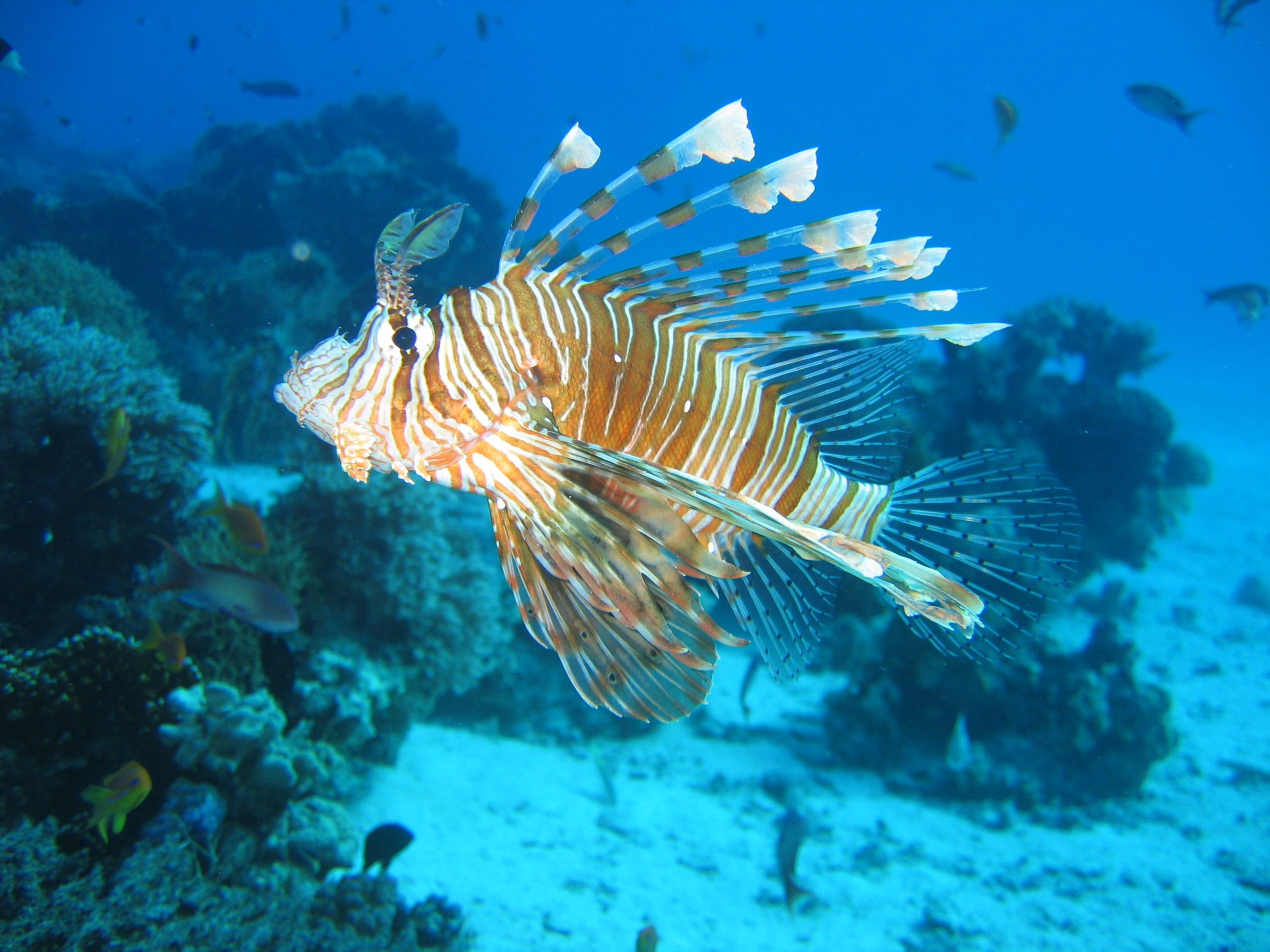
Pazifischer Rotfeuerfisch (Pterois volitans)

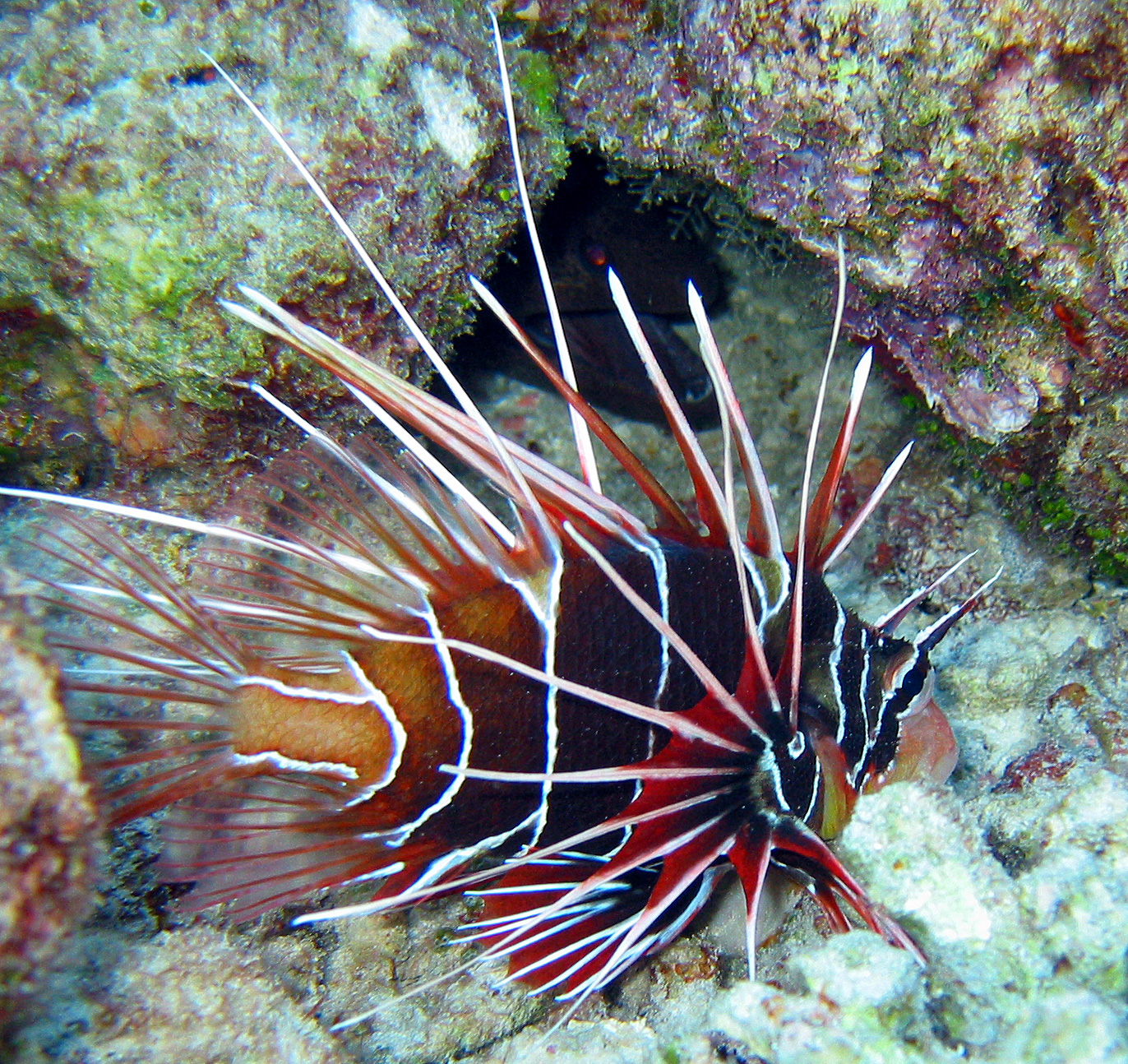
Strahlenfeuerfisch
(Pterois radiata)

## Gift
Wie fast alle Skorpionfische (Scorpaeninae) sind Feuerfische, mit Ausnahme des Schönen Zwergfeuerfischs (Dendrochirus bellus) und von Bleekers Zwergfeuerfisch (Ebosia bleekeri), giftig. Das Gift befindet sich in den 13 Hartstrahlen der ersten Rückenflosse, in den drei Hartstrahlen der Afterflosse und in den beiden Hartstrahlen der Bauchflossen. An jedem Hartstrahl befinden sich zwei Längsfurchen, die in den oberen zwei Dritteln mit giftproduzierendem Drüsengewebe ausgestattet sind. Furchen und Drüsengewebe sind von einer dünnen Haut überzogen, einen Giftkanal gibt es nicht. Beim Einstich reißt die Haut und das Gift wird aus den Drüsen herausgedrückt. Das Gift enthält Acetylcholin, das Muskelzuckungen auslöst, sowie ein bisher unbekanntes Toxin. Es ist sehr schmerzhaft, aber für den Menschen nicht tödlich. Das Gift wird nicht zum Beutefang, sondern nur zur Verteidigung eingesetzt. Bei Gefahr strecken die Feuerfische ihre giftigen Flossenstrahlen dem Angreifer entgegen. Trotzdem werden Feuerfische von Raubfischen gefressen. Zackenbarsche, Flötenfische und Anglerfische oder verschiedene Muränenarten schlucken sie im Ganzen, mit dem Kopf voran. Igelfische zerbeißen Feuerfische und fressen dann die Einzelteile.
Trotz ihres Gifts sind Feuerfische für die menschliche Ernährung geeignet, wenn man ihnen die giftigen Hartstrahlen der Rückenflosse entfernt. Dies wird sowohl von Hobbytauchern und -fischern als auch kommerziell genutzt, um die weitere Verbreitung der Art zu bekämpfen. Ferner lässt sich die Haut der Fische zu Fischleder verarbeiten.

## Ernährung
Alle Feuerfische leben carnivor, die größeren Arten meist von kleinen Fischen, wie Grundeln, Schleimfischen, Glasfischen oder Kardinalbarschen. Kleinere Arten fressen vor allem kleine Krebstiere. Auch junge Kopffüßer werden gefressen. Die Beute wird meist mit den weit gespreizten Brustflossen in die Enge getrieben und dann durch plötzliches Öffnen und Vorstülpen des Mauls eingesaugt. Oft jagen mehrere Exemplare zusammen und kreisen kleine Schwärme von Beutetieren ein. Mit Flossensignalen fordern sie Feuerfische auch anderer Arten zum Mitjagen auf. Die erlegte Beute teilen sie gerecht auf.

## Fortpflanzung
Die Fortpflanzung der Feuerfische ist bisher nur durch Beobachtung von Dendrochirus in freier Natur und im Aquarium bekannt. Kurzflossen-Zwergfeuerfische (Dendrochirus brachypterus) leben in Gruppen mit einem dominanten Männchen und mehreren kleineren Männchen und Weibchen. Der Zebra-Zwergfeuerfisch (Dendrochirus zebra) lebt solitär und trifft Artgenossen nur an bestimmten Rendezvousplätzen. Die Balz beginnt, nachdem sich die Männchen heftig bekämpft und Rivalen aus dem Revier getrieben haben, nach Sonnenuntergang. Die Männchen sollen sich während der Balz dunkel, Weibchen hell verfärben. Bei laichbereiten Weibchen ist der Bauch geschwollen und hat eine silbrige Farbe. Zum Ablaichen schwimmen die Partner zur Wasseroberfläche, legen sich auf die Seite und stoßen zur gleichen Zeit Eier und Samen aus. Die 2.000 bis 15.000 Eier hängen in einer gallertigen Masse zusammen und treiben frei im Wasser. Die Larven schlüpfen nach 24 bis 36 Stunden mit einer Länge von 1–1,5 Millimeter. Nach vier Tagen sind ihre Brustflossen schon deutlich gewachsen und die Tiere beginnen zu fressen. Mit einer Länge von einem Zentimeter gehen die Fische zu einem versteckten Leben in Fels- und Korallenriffen über. Junge Feuerfische haben oft Augenflecke auf den Flossen.

## Systematik
Feuerfische wurden mal als eigene Familie, mal als Unterfamilie (Pteroinae) der Skorpionfische (Scorpaenidae) oder nur als Tribus (Pteroini) der Skorpionfische angesehen. Heute werden sie als Unterfamilie der Drachenköpfe (Scorpaenidae) eingeordnet.

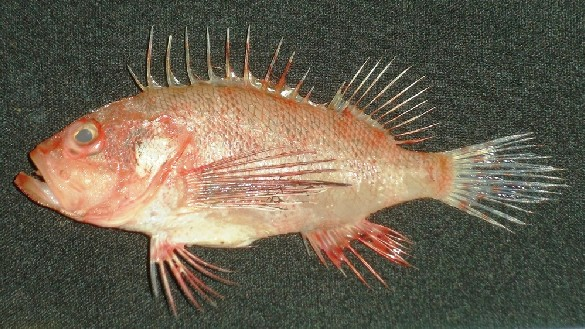
Brachypterois serrulata

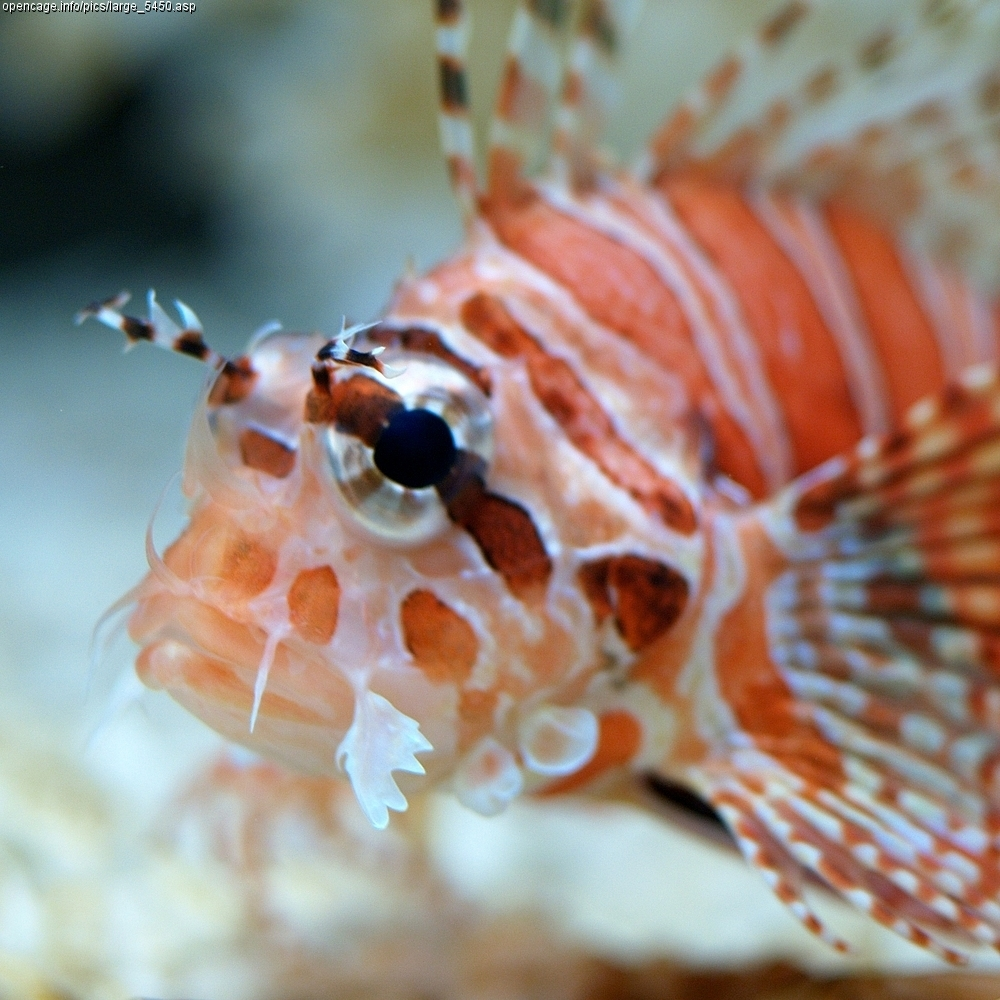
Zebra-Zwergfeuerfisch (Dendrochirus zebra)

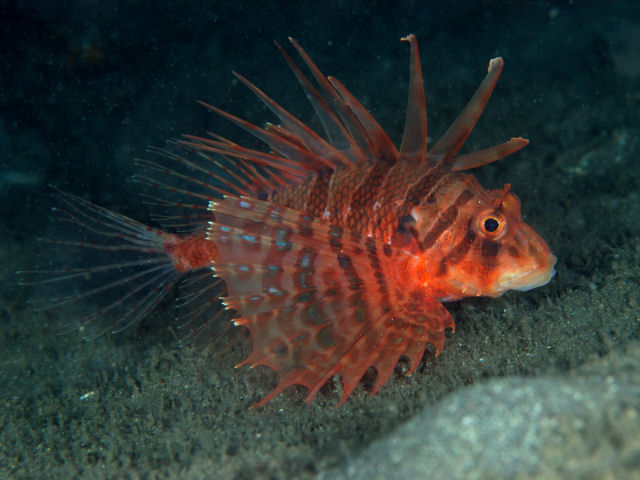
Ebosia bleekeri

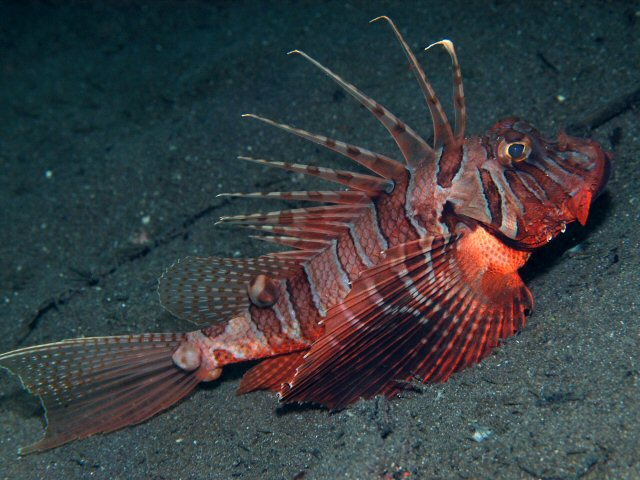
Blauflossen-Feuerfisch (Parapterois heterura)

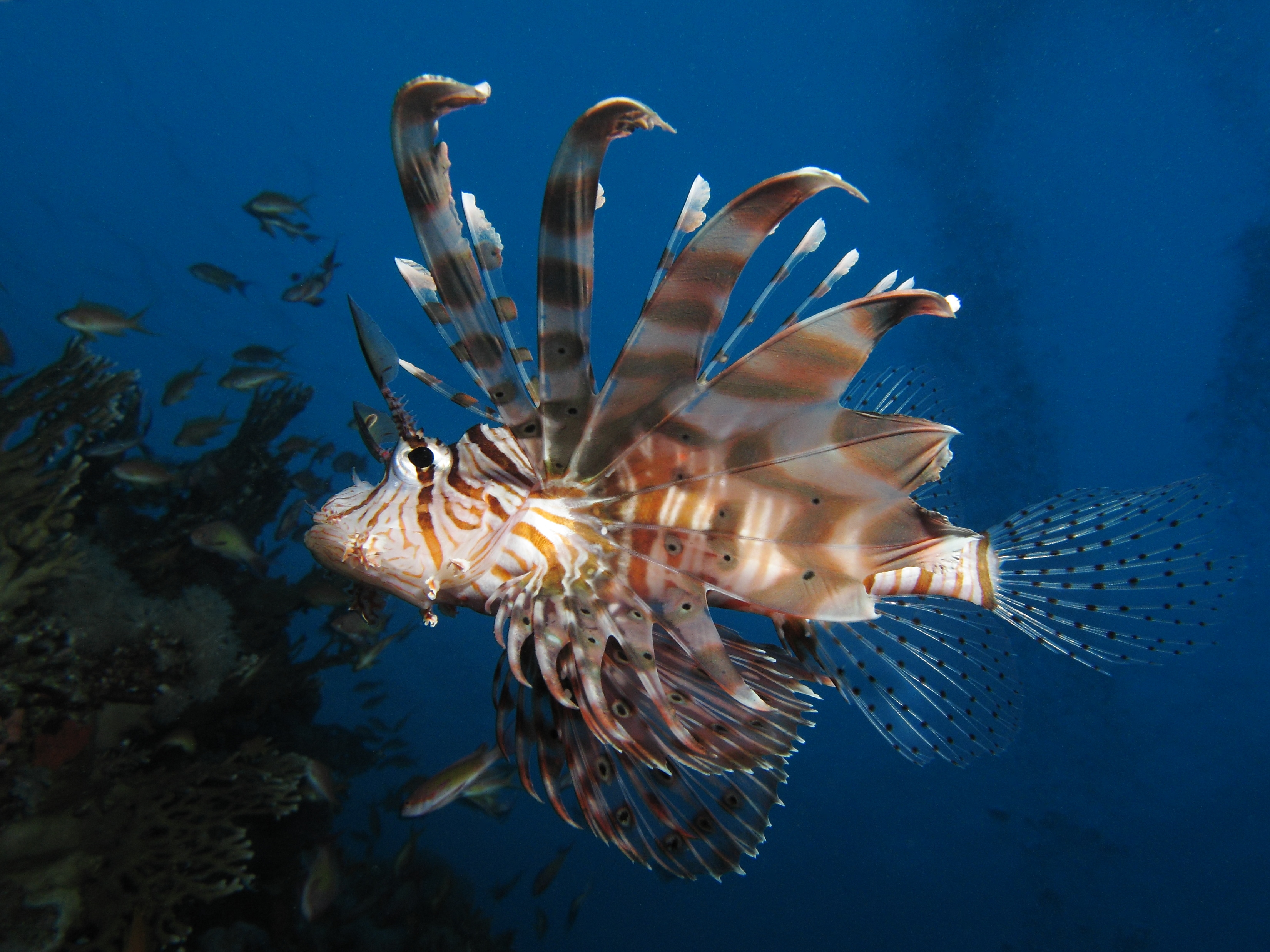
Indischer Rotfeuerfisch
(Pterois miles)

Es gibt acht Gattungen und über zwanzig Arten. Die Eigenständigkeit der Gattung Dendrochirus wurde immer wieder in Frage gestellt und die Arten der Gattung Pterois zugeordnet. Die beiden Gattungen unterscheiden sich aber deutlich dadurch, dass Dendrochirus kleinere Brustflossen mit teilweise verzweigten Flossenstrahlen hat, während die Brustflossen von Pterois so groß werden, dass sie angelegt bis über die Schwanzwurzel reichen können und die Flossenstrahlen immer ungeteilt sind. Auch werden die Pterois-Arten mit Längen von 20 bis 38 Zentimetern meist deutlich größer als die 12 bis 20 Zentimeter klein bleibenden Dendrochirus-Arten. In der Gattung Pterois gibt es eine Reihe sehr nah verwandter Arten, die äußerlich kaum zu unterscheiden sind, den Pterois volitans-Komplex. Dazu gehören neben der namensgebenden Art Pterois lunulata, Pterois miles und Pterois russelii.
Im Folgenden wird eine im Mai 2023 durch taiwanische Wissenschaftler aktualisierte Systematik wiedergegeben:
- Brachypterois Fowler, 1938
  - Brachypterois curvispina Matsunuma, Sakurai & Motomura, 2013
  - Zwergfeuerfisch (Brachypterois serrulata (Richardson, 1846))
  - Brachypterois serrulifer Fowler, 1938
- Dendrochirus Swainson, 1839
  - Dendrochirus koyo Matsunuma & Motomura, 2019
  - Zebra-Zwergfeuerfisch (Dendrochirus zebra (Cuvier in Cuvier & Valenciennes, 1829))
- Ebosia Jordan & Starks, 1904
  - Bleekers Zwergfeuerfisch (Ebosia bleekeri (Döderlein in Steindachner & Döderlein, 1884))
  - Ostafrika-Zwergfeuerfisch (Ebosia falcata Eschmeyer & Rama-Rao, 1978)
  - Ebosia saya Matsunuma & Motomura, 2014
  - Ebosia vespertina Matsunuma & Motomura, 2016
- Neochirus Chou et al., 2023
  - Schöner Zwergfeuerfisch (Neochirus bella (Jordan & Hubbs, 1925))
  - Hawaii-Zwergfeuerfisch (Neochirus barberi (Steindachner, 1900))
  - Kurzflossen-Zwergfeuerfisch (Neochirus brachyptera (Cuvier in Cuvier & Valenciennes, 1829))
  - Neochirus hemprichi (Matsunuma, Motomura & Bogorodsky, 2017)
  - Neochirus tuamotuensis (Matsunuma & Motomura, 2013)
- Nemapterois Fowler, 1938
  - Pfauenaugen-Zwergfeuerfisch (Nemapterois biocellatus Fowler, 1938)
- Parapterois Bleeker, 1876
  - Blauflossen-Feuerfisch (Parapterois heterura (Bleeker, 1856))
  - Großflossen-Feuerfisch (Parapterois macrura (Alcock, 1896))
  - Parapterois nigripinnis (Gilchrist, 1904)
- Pterois Oken, 1817
  - Pterois andover Allen & Erdmann, 2008
  - Pterois cincta Rüppell, 1838
  - Japanischer Feuerfisch (Pterois lunulata Temminck & Schlegel, 1843)
  - Indischer Rotfeuerfisch (Pterois miles (Bennett, 1828))
  - Pterois paucispinula Matsunuma & Motomura, 2014
  - Russels Feuerfisch (Pterois russelii Bennett, 1831)
  - Pazifischer Rotfeuerfisch (Pterois volitans (Linnaeus, 1758))
- Pteropterus Swainson, 1839
  - Antennen-Feuerfisch (Pteropterus antennatus (Bloch, 1787))
  - Kurzflossen-Feuerfisch (Pteropterus brevipectoralis (Mandrytsa, 2002))
  - Pteropterus cinctus (Rüppell 1838)
  - Afrikanischer Feuerfisch (Pteropterus mombasae (Smith, 1957))
  - Pteropterus paucispinula (Matsunuma & Motomura 2014)
  - Strahlenfeuerfisch (Pteropterus radiatus (Cuvier in Cuvier & Valenciennes, 1829))
  - Hawaii-Feuerfisch (Pteropterus sphex (Jordan & Evermann, 1903))

Einer 2018 veröffentlichten Untersuchung zufolge enthält die Gattung Pterois zu viele Arten. Der Komplex aus P. miles, P. volitans, Pterois lunulata und P. russelii sollte auf zwei Arten reduziert werden, P. miles aus dem Indischen Ozean und eine Abstammungslinie aus dem Pazifischen Ozean, vertreten durch P. russelii und die zweifelhafte Art P. lunulata. Die Exemplare von P. volitans sind Hybriden der Schwesterarten P. miles und P. russelii.